# Furcifer monoceras
Espèce
Synonymes
- Chamaeleo monoceras Boettger, 1913

Furcifer monoceras est une espèce de sauriens de la famille des Chamaeleonidae. Sa taxonomie a été clarifiée seulement en 2018 grâce à une comparaison avec les espèces Furcifer rhinoceratus et Furcifer voeltzkowi.

## Répartition
| Localisation de Madagascar dans le Monde |

| Localisation de Madagascar dans le Monde |

L'holotype de cette espèce et seul individu jamais observé l'a été dans la ville de Betsako. La description de l’espèce correspond donc à la description de cet unique individu.

## Description
C’est un petit caméléon (12 cm queue comprise) disposant d’une extension nasale longue et rigide. Il se différencie de quasiment toutes autres espèces de Furcifer (sauf Furcifer angeli et Furcifer antimena) par la présence d’un long et unique appendice nasal. Il se différencie de ces deux espèces par une crête dorsale moins prononcée, un appendice nasal plus long et un casque (crâne) bas.  

## Publication originale
- (de) O. Boettger, 1913, « Reptilien und Amphibien von Madagascar, den Inseln und dem Festland Ostafrikas », p. 269-375 in A. Voeltzkow, Reise in Ostafrika in den Jahren 1903-1905. Wissenschaftliche Ergebnisse. Vol. 3. Systematische Arbeiten. Schweizerbart’ sche Verlagsbuchhandlung, Nägele und Sproesser, Stuttgart